# Our Daughter’s Wedding
Our Daughter's Wedding (ODW) war eine US-amerikanische Synth-Pop- und Synth-Punk-Band aus New York.

## Geschichte
Vor der eigentlichen Gründung der Band im Jahr 1980 waren die späteren Mitglieder Band Layne Rico, Keith Silva und Scott Simon bereits 1977 mit einer klassischen Bandformation, bestehend aus E-Gitarre, E-Bass und Schlagzeug, gemeinsam tätig. Nach einer einjähriger Pause fanden die drei späteren Gründungsmitglieder von Our Daughter's Wedding im Jahr 1979, mit neuer instrumenteller Besetzung – es vollzog sich ein Wandel hin zu Synthesizern – wieder zueinander und unternahmen die ersten Schritte dahin gehend, ihr ursprüngliches Projekt ODW wiederzubeleben.
Im Jahr ihrer Gründung veröffentlichte die Formation die Singles Nightlife und Lawnchairs, deren Wiederveröffentlichung im Jahr 1981 – durch EMI America – zum einen Platz 49 in den britischen Musikcharts belegen konnte und zum anderen Platz 31 in den Billboard Disco Top 80 Charts erreichte. Von den nachfolgenden Singleveröffentlichungen gelang es nur noch Elevate Her, sich in den Billboard Disco Top 80 Chart auf Platz 64 platzieren. 1981 gelangt das Debütalbum Digital Cowboy in den Musikhandel, gefolgt 1982 von Moving Windows, welches im Jahr 2016 als Wiederveröffentlichung neu aufgelegt wurde.
Aufgrund des ausbleibenden Erfolges lösten sich Our Daughter's Wedding, nach vierjährigem Bestehen, im Jahr 1984 wieder auf.

## Diskografie

### Alben
- 1982: Moving Windows (EMI America)
- 2016: Moving Windows (Futurismo; Wiederveröffentlichung)

### Singles und EPs
- 1980: Lawnchairs / Airline (Design Records)
- 1980: Nightlife / Raincoats & Silverware (Design Records)
- 1981: Lawnchairs / Airline (EMI America; Wiederveröffentlichung)
- 1981: Digital Cowboy (EMI America)
- 1981: The Digital Cowboy Record (EMI America)
- 1981: Target for Live (EMI America)
- 1982: Auto Music (EMI America)
- 1982: Elevate Her (EMI America)
- 1982: Track Me Down (EMI America)
- 1984: Take Me / Machine (EMI America)

### Kompilationen
- 2006: Nightlife: The Collection (Almacantar Records)